# Yasser Ibrahim (piłkarz)
Yasser Ibrahim (właśc. Yasser Ibrahim Ahmed El Hanafi; ar. ياسر إبراهيم; ur. 10 lutego 1993 w Al-Mansura) – egipski piłkarz, występujący na pozycji obrońcy w egipskim klubie Al-Ahly Kair. 6-krotny reprezentant Egiptu. Uczestnik Pucharu Narodów Afryki 2023.

## Statystyki

### Klubowe
Na podstawie:
| Klub         | Sezonów | Liga                    | Liga  | Liga   | Puchar krajowy | Puchar krajowy | Kontynentalne | Kontynentalne | Suma  | Suma   |
| Klub         | Sezonów | Liga                    | Mecze | Bramki | Mecze          | Bramki         | Mecze         | Bramki        | Mecze | Bramki |
| ------------ | ------- | ----------------------- | ----- | ------ | -------------- | -------------- | ------------- | ------------- | ----- | ------ |
| Zamalek SC   | 4       | Egyptian Premier League | 10    | 1      | 1              | 0              | 8             | 0             | 19    | 1      |
| Smouha SC    | 2       | Egyptian Premier League | 98    | 1      | 11             | 1              | 19            | 0             | 128   | 2      |
| Al-Ahly Kair | 6       | Egyptian Premier League | 87    | 4      | 15             | 0              | 62            | 6             | 164   | 10     |
|              | Łącznie | Łącznie                 | 195   | 6      | 27             | 1              | 89            | 6             | 311   | 13     |

### Reprezentacyjne
Na podstawie:
| Występy i gole w reprezentacji | Występy i gole w reprezentacji | Występy i gole w reprezentacji | Występy i gole w reprezentacji | Występy i gole w reprezentacji | Występy i gole w reprezentacji | Występy i gole w reprezentacji | Występy i gole w reprezentacji | Występy i gole w reprezentacji |
| Lp.                            | Data                           | Miasto                         | Przeciwnik                     | Wynik                          | Czas                           | Gole                           | Inne                           | Rozgrywki                      |
| ------------------------------ | ------------------------------ | ------------------------------ | ------------------------------ | ------------------------------ | ------------------------------ | ------------------------------ | ------------------------------ | ------------------------------ |
| 1.                             | 25.03.2022                     | Kair                           | Senegal                        | 1:0 (1:0)                      | 39'–90'                        |                                |                                | Eliminacje MŚ 2022             |
| 2.                             | 29.03.2022                     | Dakar                          | Senegal                        | 0:1 (k.1:3)                    | 1'–120'                        |                                |                                | Eliminacje MŚ 2022             |
| 3.                             | 05.06.2022                     | Kair                           | Gwinea                         | 1:0 (0:0)                      | 1'–90'                         |                                |                                | Eliminacje PNA 2023            |
| 4.                             | 14.06.2022                     | Seul                           | Korea Południowa               | 4:1 (2:1)                      | 1'–90'                         |                                |                                | mecz towarzyski                |
| 5.                             | 18.06.2022                     | Kair                           | Sudan Południowy               | 3:0 (1:0)                      | 1'–77'                         |                                |                                | mecz towarzyski                |
| 6.                             | 16.10.2023                     | Al-Ajn                         | Algieria                       | 1:1 (0:0)                      | 68'–90'                        |                                |                                | mecz towarzyski                |

## Sukcesy
Na podstawie:

### Klubowe
Z Zamalek SC:
- Puchar Egiptu 2013/14

Z Al-Ahly:
- Mistrz Ligi Mistrzów CAF 2019/20, 2020/21, 2022/23
- Superpuchar CAF 2020/21, 2021/22
- Mistrz Egiptu 2018/19, 2019/20, 2022/23
- Puchar Egiptu 2019/20, 2021/22, 2022/23
- Superpuchar Egiptu 2018/19, 2023/24

### Reprezentacyjne
- Mistrz Afryki U-20 2013

### Indywidualne
- Król Strzelców Klubowych Mistrzostw Świata 2021